# Bjarni Thorarensen

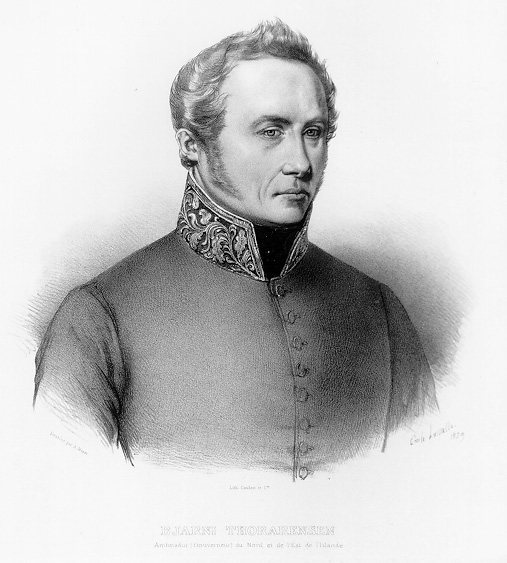
Bjarni Thorarensen.

Bjarni Vigfússon Thorarensen, född 30 december 1786 på Kjalarnes, död 24 augusti 1841, var en isländsk skald. 
Bjarni blev juris kandidat 1806, assessor i Islands landsöverrätt 1811 och amtman över norra amtet där 1833. Han var romantikens banbrytare på Island och anses för landets förnämsta lyriska skald under den nationella pånyttfödelsens tid. Han skrev bland annat Islands nationalsång. Hans samlade dikter utkom 1847 (ny upplaga 1884).